# أوسكار لارسون
أوسكار لارسون هو لاعب هوكي الجليد سويدي، ولد في 21 مارس 1995 في السويد.

## وصلات خارجية
- أوسكار لارسون على موقع EliteProspects.com (الإنجليزية)